# Negritos delle Filippine
I Negritos delle Filippine sono un gruppo di popolazioni distinte appartenente al più vasto e generico gruppo dei Negritos, presente in alcune zone dell'arcipelago delle Filippine. Caratterizzati da tratti pigmoidi, i Negritos delle Filippine hanno origine non ancora certa anche se vengono accomunati con popolazioni Andamanesi, malesi e del Borneo; una stima del 2013 ha calcolato che gli individui di etnia negritos presenti nell'arcipelago siano circa 15000.

## Storiografia
La prima testimonianza in Occidente dell'esistenza dei Negritos ci arriva attraverso la Relazione del primo viaggio intorno al mondo del vicentino Antonio Pigafetta che, nel 1521, in navigazione dopo la drammatica battaglia di Mactan e la morte di Magellano nelle inesplorate acque dell'arcipelago fra Mactan a Cebu (Zubu) passando da Bohol, costeggia l'isola di Panglao (Panilonghon) e osserva:
Il navigatore era stato quindi colpito dalla somiglianza con gli abitanti africani dell'Etiopia per quanto riguarda il colore scuro della pelle ma la somiglianza dei Negritos con le popolazioni pigmee africane è evidente in altri tratti tipici come l'essere bassi di statura e snelli, i capelli neri e crespi particolarmente fitti nelle donne, la pelle liscia ma grassa di colore cioccolato scuro o quasi nero, il naso piccolo e largo alla base e gli occhi tondi e scuri.
Il termine fu riutilizzato dagli storici per designare la Republic of Negroes con cui, nel 1898, si cercò di dar luogo ad un primo esperimento nazionale dopo la caduta del colonialismo spagnolo.